# Pentacapsula cutanea
Pentacapsula cutanea is een microscopische parasiet uit de familie Kudoidae. Pentacapsula cutanea werd in 1984 beschreven door Kovaljova & Gaevskaya. 